# 一心堂
一心堂（全称一心堂药业集团股份有限公司；深交所：002727），1981年在云南省成立，总部在云南省昆明市经济技术开发区鸿翔路1号，是一家大型药品零售连锁上市企业。

## 历史
1981年，一心堂成立。2000年11月8日更名为“云南鸿翔药业有限公司”。2014年7月2日，一心堂在深圳证券交易所正式挂牌上市，发行价12.2元。
2024年5月24日，国家医疗保障局基金监管司就一心堂部分门店存在串换药品、超量开药、为暂停医保结算的定点零售门店代为进行医保结算、药品购销存记录不匹配、处方药销售不规范等问题约谈一心堂有关负责人。此前相关门店已被暂停拨付或追回医保基金、处违约金或行政罚款、解除医保服务协议等处理。

## 同类企业
- 老百姓大药房、益丰大药房、大参林